# 前田直正
前田 直正（まえだ なおまさ、慶長10年（1605年） - 寛永8年閏10月17日（1631年12月10日））は、加賀藩人持組頭。加賀八家前田対馬守家第5代当主。
父は前田直知。母は牧村氏（祖心尼）。正室は安見元勝の娘。子は前田孝貞。通称左兵衛、対馬。江戸幕府3代将軍徳川家光の側室自証院は姪に当たる。

## 生涯
慶長10年（1605年）、直知の子として生まれる。父が病で隠居すると、6500石の知行を相続。弟直成が母の再嫁先の町野家の養子となったため、その知行1500石も得る。寛永7年（1630年）に父直知、寛永8年（1631年）に祖父長種が死去し、家督を相続する。弟恒知に3000石分知し、叔母婿の長政に1000石を分知、知行1万7000石となる。人持組頭となり、長種、直知と同じく小松城代を務めた。寛永8年（1631年）閏10月17日江戸で急死。戒名 清養院殿無機源心大居士。家督は嫡男孝貞が相続した。

## 人物・逸話
- 藩主前田利常は、兄利政の娘を養女として直正に嫁がせようとしたが、過分に過ぎると辞退している。